# Шпак Марат Терентійович
Марат Терентійович Шпак (13 квітня 1926, Чупахівка  — 2 червня 1993, Київ) — український фізик, член-кореспондент АН УРСР (з 1969 року), академік АН УРСР (з 1990 року), лауреат Державної премії України в галузі науки і техніки (1974).

## Біографія
Народився 13 квітня 1926 року в селищі Чупахівці (тепер Охтирського району Сумської області). В 1951 році закінчив Чернівецький університет.
Член ВКП (б) з 1951 року. З 1952 року співробітник, а з 1970 року директор Інституту Фізики АН УРСР. Доктор фізико-математичних наук з 8 лютого 1961 року, з 13 грудня 1968 року — професор.

Могила Марата Шпака

Жив у Києві на вулиці Володимирській. Помер 2 червня 1993 року, похований на Байковому кладовищі (ділянка № 49а, 50°25′1.50″ пн. ш. 30°30′5.20″ сх. д. / 50.4170833° пн. ш. 30.5014444° сх. д.).

## Наукова діяльність
Автор понад 300 наукових робіт. Основні праці з ділянки фізики твердих тіл, оптичної квантової електроніки та лазерної спектроскопії. Відкрив екситонну флюоресценцію й фосфоресценцію молекулярних кристалів. Виконав також значні роботи в галузі фізики лазерів. Створив діючу модель широкодіапазонного лазера на розчинах органічних барвників з вузькою смугою випромінювання.

## Нагороди, відзнаки
Нагороджений орденом Трудового Червоного Прапора, медалями.
Разом з групою фізиків удостоєний Державної премії УРСР у галузі науки і техніки за 1974 рік за розробку фізичних основ керування частотою вимушеного випромінювання і створення комплексу лазерів з частотою, що перестроюється.